# مونتپوز، موزامبیک

مونتپوز

مونتپوز (به لاتین: Montepuez) یک منطقهٔ مسکونی در موزامبیک است که در Montepuez District واقع شده‌است. مونتپوز ۷۶٬۱۳۹ نفر جمعیت دارد.